# Caryanda fujianensis
Caryanda fujianensis är en insektsart som beskrevs av Zheng, Z. 1996. Caryanda fujianensis ingår i släktet Caryanda och familjen gräshoppor. Inga underarter finns listade i Catalogue of Life.